# Sherwood Park (Tunapuna-Piarco)
Sherwood Park es una localidad de Trinidad y Tobago, que forma parte de la región de Tunapuna-Piarco.

## Geografía
La localidad abarca parte de la isla Trinidad y limita al norte con Arima Heights-Temple Village, al sur con Olton Road, al este con Calvary Hill, Arima y Carib Homes (las tres localidades pertenecientes al borough de Arima) y al oeste con La Resource, Cleaver Road y D'Abadie.

## Demografía
Datos demográficos de la localidad de Sherwood Park:
| Gráfica de evolución demográfica de Sherwood Park entre 2000 y 2011 |
|                                                                     |